# Burgstall Tollberg
Der Burgstall Tollberg, auch Dollberg oder Thalberg genannt, bezeichnet eine abgegangene Spornburg auf einem 630 m ü. NHN hohen Sporn des „Tollberges“ etwa 1000 Meter südlich am Traunhochufer bei Traundorf, einem Ortsteil der Gemeinde Siegsdorf im Landkreis Traunstein in Bayern. Heute ist die Stelle als Bodendenkmal D-1-8141-0078 mit der Bezeichnung „Burgstall des hohen oder späten Mittelalters ("Lenzisburg")“ vom Bayerischen Landesamt für Denkmalpflege erfasst.

## Geschichte
Erbaut wurde die Burg Tollberg während des Hoch- oder des Spätmittelalters, im Zeitraum zwischen den Jahren 1180 und 1195 wurde mit „Siboto von Toleberch der Wahe“ eine sich nach der Burg benennende Adelsfamilie erwähnt.

## Beschreibung
Von der Burg, einer ausgeprägten Abschnittsbefestigung zwischen der Traun und der Schlucht des Tollberger Grabens mit dreifacher Wall-Graben-Anlage, ist nur noch die dreiseitig steil abfallende und dreieckige Burgfläche erhalten. 